# Mädelegabel
De Mädelegabel is een 2645 meter hoge berg in de Allgäuer Alpen bij Oberstdorf. De berg ligt op de grens tussen het Duitse Beieren en het Oostenrijkse Tirol.
Het is een van de bekendste en een van de meest beklommen bergen van de Duitse Alpen. In de Allgäuer Alpen is het de op drie na hoogste berg. De berg kenmerkt zich door tot 400 meter hoge wanden. De naam stamt af van Mähder, een bergweide uit de omgeving. Aan de zuidoostkant bevindt zich de Schwarzmilzferner, een kleine gletsjer. Aan de zuidkant onder de top loopt de Heilbronner Weg.